# Britny Fox
Britny Fox – amerykański zespół grający hair metal i hard rock. Powstał w 1985 roku w Filadelfii.

## Historia
Britny Fox powstała w Filadelfii z inicjatywy gitarzysty i wokalisty Deana „Dizzy” Davidsona. Wspólnie z byłymi członkami zespołu Cinderella: Michaelem „Kellym” Smerickiem, Tonym Destra i bassista Billym Childsem uformowali pierwszy skład zespołu.
Dzięki znajomości z zespołem Cinderella Britny Fox zawarła kontrakt z wytwórnią płytową. Przyszłość układała się bardzo dobrze, jednak w 1987 roku perkusista zespołu Tony Destra zginął w wypadku samochodowym. Jego miejsce zajął Johnny Dee z zespołu Waysted.
W 1986 roku zespół zrealizował demo „In America”, a w 1988 roku ukazał się album „Britny Fox”, który został bardzo dobrze przyjęty na amerykańskim rynku muzycznym (sprzedał się w ponad pół milionowym nakładzie). Wkrótce trasa, na której supportowali zespoły Warrant i Poison wysprzedała wszystkie możliwe bilety. W 1989 roku ukazał się następny album zespołu noszący tytuł „Boys In Heat”. W końcówce 1989 roku Davidson opuścił zespół, tworząc folk rockową formację Blackeyed Susan. Jego miejsce zajął Tommy Paris z zespołu Jillson i zaśpiewał na trzecim albumie „Bite Down Hard'”. Album promowało wiele osobowości z amerykańskiej sceny rockowej min. Zakk Wylde, czy Rikki Rockett. Jednak w roku 1991 popularność Glam Metalu malała na rzecz Grunge, czy Alternatywnego Rocka w związku z czym mimo dobrych recenzji album nie sprzedał się, a zespół w 1992 zakończył działalność.
Zespół został reaktywowany w 2000 roku w składzie z albumu „Bite Down Hard”. W 2003 roku wydali czwarty studyjny album „Springhead Motorshark” i pierwsze DVD „Long Way To Live!”. W 2006 roku w zespole doszło do rozłamu. Britny Fox opuścili Michael i Johnny. Billy i Tommy rozpoczęli trasy po Ameryce i Europie. W 2008 Tommy Paris odszedł z zespołu. Child zaprosił do współpracy wokalistę Jamiego Fletchera. Niedługo potem zespół się rozpadł.
W 2010 roku Dean Davidson podjął próbę reaktywacji Britny Fox, jednak nie spotkał się z aprobatą pozostałych członków zespołu. Johnny Dee zaangażowany był we współpracę z niemiecką wokalistką Doro, a Michael całkowicie zrezygnował z kariery muzycznej.
Rok 2015 przyniósł kolejną reaktywację z nowym gitarzystą Chrisem Sandersem. W 2017 Billy Childs udzielił wywiadu, w którym wyjawił, że w związku z problemami finansowymi zespół nie planuje wydania nowej płyty, jak i kolejnej trasy koncertowej. W wywiadzie przeprowadzonym przez Parisa dla „The Classic Metal Show”, potwierdził on informacje na temat ponownego wstrzymania działalności i wątpliwości jego roli w zespole. Michael, Billy i Johnny prowadzili rozmowy na temat reaktywacji z Deanem „Dizzym” Davidsonem, ale nie przyniosły one rezultatów.
Nazwa Britny Fox odnosi się do walijskiej przodkini Deana Davidsona.

## Muzycy

### Ostatni skład zespołu
- Billy Child – bass, wokal wspierający (od 1985-1992, 2000-2006, 2010, 2015-2016)
- Johnny Dee – perkusja, wokal wspierający (1987-1992, 2000–2006, 2010, 2015-2016)
- Tommy Paris – gitara, wokal (1990-1992, 2000-2007, 2015-2016)
- Chris Sanders – gitara, wokal wspierający (2015-2016)

### Byli członkowie
- Dean Davidson – gitara, wokal (1985–1989, 2010)
- Michael Kelly Smerick – gitara, wokal wspierający (1985–2006, 2010)
- Tony Destra – perkusja (1985–1987)

### Członkowie koncertowi
- Adam West – perkusja (1987)
- Tommy Krash – gitara, wokal wspierający (2006, 2007)
- Greg D’Angelo – perkusja (2006, 2007)
- Henry Now – perkusja (2007, 2008)

## Dyskografia

### Albumy studyjne
| Rok  | Album | RIAA  | Pozycja na liście |
| Rok  | Album | RIAA  | US                |
| ---- | --- | ----- | ----------------- |
| 1988 | Britny Fox - Data: 6 czerwca 1988 - Wydawca: American Beat - Producent: John Jansen                         | Złoto | 39                |
| 1989 | Boys In Heat - Data: 17 grudnia 1989 - Wydawca: Columbia Records - Producent: Neil Kernon                   | –     | 79                |
| 1991 | Bite Down Hard - Data: 27 marca 1991 - Wydawca: East West Records                                           | –     | –                 |
| 2001 | Best Of Britny Fox - Data: 28 sierpnia 2001 - Wydawca: Portrait Records                                     | –     | –                 |
| 2003 | Springhead Motorshark - Data: 29 lipca 2003 - Wydawca: The Store For Music Ltd - Producent: Michael Smerick | –     | –                 |

### Albumy DVD
| Rok  | Album                                                                    | RIAA | Pozycja na liście |
| Rok  | Album                                                                    | RIAA | US                |
| ---- | ------------------------------------------------------------------------ | ---- | ----------------- |
| 2000 | Long Way to Live! - Data: 17 października 2000 - Wydawca: IndieBlu Music | –    | –                 |

### Single
| Rok  | Singiel                                          | Pozycja na liście | Pozycja na liście |
| Rok  | Singiel                                          | US Hot 100        | US Main Rock      |
| ---- | ------------------------------------------------ | ----------------- | ----------------- |
| 1988 | Long Way To Love                                 | 43                | 71                |
| 1989 | Girlschool Save The Weak Standing in the Shadows | 81 –              | – –               |
| 1990 | Dream On                                         | –                 | 34                |
| 1991 | Louder Over and Out                              | – –               | – –               |
| 2003 | Is It Real?                                      | –                 | –                 |
| 2007 | Girlschool Long Way To Love                      | – –               | – –               |